# 렝보르크군

포모제주 지도에 표시된 렝보르크군의 위치

렝보르크군(폴란드어: powiat lęborski)은 폴란드 포모제주에 위치한 군으로 군청 소재지는 렝보르크이며 면적은 706.99km2, 인구는 66,196명(2019년 기준), 인구 밀도는 94명/km2이다.
동쪽으로는 베이헤로보군, 남동쪽으로는 카르투지군, 남쪽으로는 비투프군, 서쪽으로는 스웁스크군, 북쪽으로는 발트해와 접한다. 5개 지방 자치체(2개 도시, 3개 농촌)를 관할한다.

군기
군 문장